# 끓인물사용경고문
끓인물사용경고문(Boil Water Advisory)은 병원균에 물이 오염이 되었을 수 있으니 마실때 소비자들에게 알려주는 공중 건강경고문이다. 세균과 박테리아를 죽이기위해서 1분 이상을 끓여야하고 고도 2000미터 (6561 feet) 이상에서는 3분이상 끓여야 한다. 끓이지 않은 수돗물은 샤워나 세탁시에는 사용이 가능지만 세탁후에 바짝 말리고  설거지는 뜨거운 물을 사용하며 충분히 건조시켜야 한다.  음식물 준비, 양치질 및 얼음용 물은 모두 끊인 물을 사용하라고 한다.

## 같이 보기
- 상수도
- 수질 오염